# Asteridea puberulenta
Asteridea puberulenta là một loài thực vật có hoa trong họ Cúc. Loài này được Lindl. mô tả khoa học đầu tiên năm 1839.